# Alex Baumann (înotător)
Alex Baumann (n. 21 aprilie 1964, Praga, Cehoslovacia) este un înotător ce a reprezentat Canada, medaliat olimpic. A participat la o ediție a Jocurilor Olimpice (1984) în care a câștigat 2 medalii de aur.